# 召平 (東陵侯)
召平 （?—?），又作邵平。秦末漢初之際人，秦末時封東陵侯。
秦朝灭亡之后淪为布衣，家贫，在长安城东种瓜。種瓜有五色，甚美，世称东陵瓜，又名青門瓜。汉朝建立后，召平为萧何的门客，消滅異姓王風潮時，吕后用萧何之计，诛杀韩信。刘邦聽說淮陰侯韓信被誅，拜萧何为相国，加封五千戶，另領卒五百人，官员都来祝贺萧何，只有召平报忧，認為刘邦因淮陰侯一事，有猜忌萧何之心，建議萧何谢绝封赏，並將全部家产都贡献出来资助國防。萧何依计而行，刘邦因此大喜。